# Розрита (притока Сіверського Дінця)
Розрита — річка у Вовчанському районі Харківської області, ліва притока Сіверського Дінця.

## Опис
Довжина річки 16 км,  похил річки — 2,6 м/км, площа басейну 97,7 км². Формується з декількох безіменних струмків та загат.

## Розташування
Розрита бере початок на північно-східній околиці села Бережне. Тече переважно на північний захід через Радькове, Широке, Зарічне і впадає у Сіверський Донець (Печенізьке водосховище).

## Притоки
- Суха (права).

## Цікавинка
У селі Зарічне річку перетинає атошлях Т 2104.